# Maria Sans i Moya
Maria Sans i Moya   (Arbeca, 3 de setembre de 1920 - Mataró, 29 de maig de 2012) va ser una infermera catalana.
Nascuda a Arbeca, quan tenia sis anys la seva família es va traslladar a Mataró. De jove va treballar en una fàbrica de gènere de punt, però en esclatar Guerra Civil espanyola es va presentar voluntària per a donar un cop de mà a l'hospital de ferits situat al col·legi dels Salesians destinat a les Brigades Internacionals. Va ser en aquest context que Sans va poder conèixer personalment el maig de 1938 a l'escriptor Ernest Hemingway, que treballava com a corresponsal de guerra, i que s'hi va inspirar per a escriure un personatge de nom Maria que és una infermera voluntària a la Guerra d'Espanya, «una jove bonica, abnegada i servicial»', que protagonitza Per qui toquen les campanes.